# レスリー・コリア

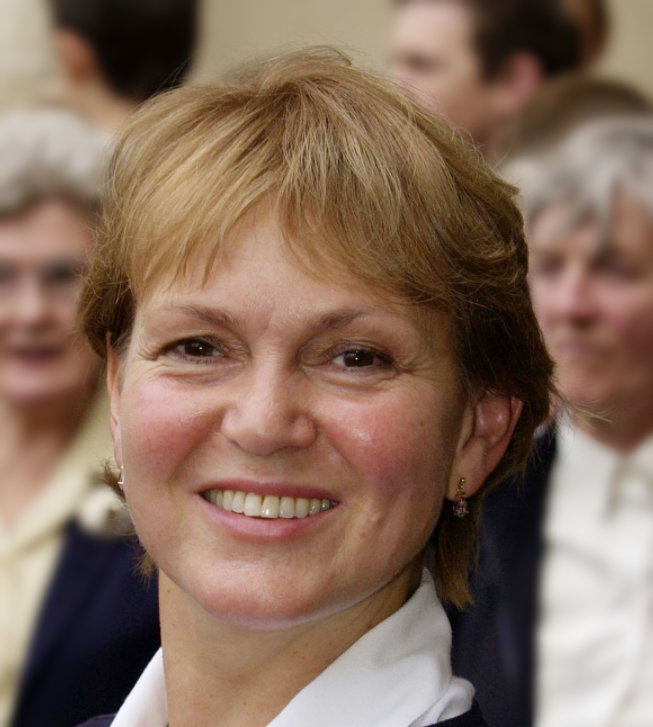
Lesley

レスリー・コリア（Lesley Collier、1947年3月13日 - ）は、イギリスのバレエダンサー・バレエ指導者である。英国王立バレエ学校卒業後にロイヤル・バレエ団に入団して1972年にプリンシパルに昇格してさまざまな作品で主要な役柄を踊り、1995年に引退した。古典バレエの諸作品はもとより、フレデリック・アシュトン、ケネス・マクミランなどイギリス・バレエの代表的な作品を多くレパートリーに持ち、とりわけアシュトン振付『ラ・フィユ・マル・ガルデ』のリーズは当たり役の1つであった。

## 経歴
ケント州オーピントンの生まれ。バレエを始めたのは2歳半の頃で、そのきっかけはあまりにも休みなく動き回る幼い彼女を心配した祖母が精神科の病院に連れて行ったところ、精神科の医師は病院での治療ではなくバレエ学校への入学を勧めたことからだった。バレエ学校でイレーン・エアーズの指導を受けた後、英国王立バレエ学校のスカラシップを得て入学し、1965年に卒業公演のアシュトン振付『二羽の鳩』の主役で舞台に初出演した。同年、ロイヤル・バレエ団に入団してウィニフレッド・エドワーズから個人レッスンを受け、1968年に初めてソロの役がついた。その後1970年にソリスト、1972年にプリンシパルに昇進した。
かつてイギリス人はバレエに不向きといわれ、19世紀にロンドンでバレエが大いに流行していた頃も、殆どの踊り手がイギリス以外の出身者であった。イギリスから優れたバレエダンサーが誕生するようになったのは20世紀も半ばにさしかかった頃でまだ少数であり、コリアはその中の1人であった。ロイヤル・バレエ団ではチャイコフスキーの3大バレエの主役や『ジゼル』のタイトルロールなど古典バレエの主役を始め、アシュトンの『ラ・フィユ・マル・ガルデ』、『ビアトリクス・ポター物語』（en:The Tales of Beatrix Potter）、『空飛ぶトランク』、マクミランの『ロメオとジュリエット』、『アナスタシア』、『うたかたの恋』などの幅広いレパートリーを踊り、生粋のイギリス人プリマ・バレリーナとして地位を築き、ロイヤル・バレエ団の海外公演や東京での「世界バレエフェスティヴァル」などを始めとする世界各地のバレエコンサートやガラ公演に出演した。
コリアは小柄で華奢な体型だったが、踊りでは全身を大きく使い切った表現に加えて正確な基礎訓練に支えられた力強い跳躍や素早いピルエットなどを披露して活力にあふれる舞台を見せていた。メアリー・クラークとクレメント・クリスプの共著による『The Ballet Goer's Guide』（1981年）では「煌めくテクニックとスピード感を持つダンサー」と評された。繊細な足さばきや音楽性豊かな表現など、単に力強いだけではなく優雅さと端正さもあり、陽性で温かい魅力を持つダンサーであった。このようなコリアの踊りの美質はとりわけアシュトンの『ラ・フィユ・マル・ガルデ』のリーズ役で発揮されて当たり役として称賛を受け、『ジゼル』のタイトルロールにおいても、高く評価された。

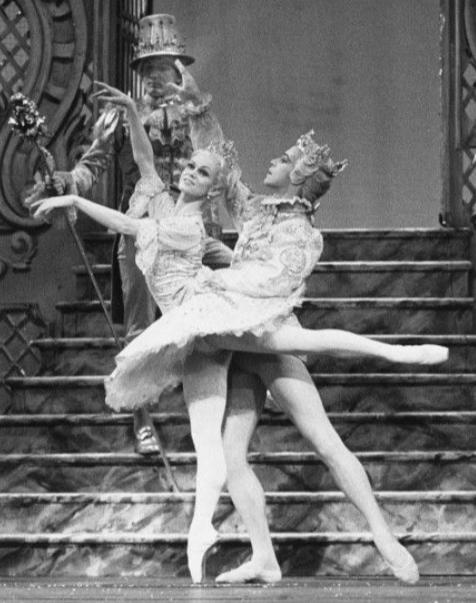
Lesley, 'The Nutcracker'

ドラマチックな側面を持つ役柄も得意であり、マクミランの『アナスタシア』（悲劇のロシア皇女アナスタシアと彼女を自称したアンナ・アンダーソンにまつわる物語）のタイトルロールやアシュトンの『ザ・ドリーム』の妖精の女王タイターニア、ルドルフ・ヌレエフ振付『テンペスト』のミランダなどで創意ある役作りを見せて幅広い表現力を示した。物語バレエ以外では、ジョージ・バランシンの『シンフォニー・イン・C』、マクミランの『エリート・シンコペーションズ』、『大地の歌』などのアブストラクト・バレエやシンフォニック・バレエに出演し、端正で華やかな踊りで存在感ある舞台となった。
1978年11月13日にロンドン・パラディアム劇場で開催されたガラ公演『ロイヤル・ヴァラエティ・パフォーマンス』（en:Royal Variety Performance）に、同じくロイヤル・バレエ団に所属していた男性ダンサー、ウェイン・スリープ（en:Wayne Sleep）とともに出演した。アシュトンは1980年に、エリザベス王太后の80歳誕生日記念ガラ公演のためにコリアとミハイル・バリシニコフのために『ラプソディ』を振り付けている。　
20年以上にわたってロイヤル・バレエ団の代表的プリマ・バレリーナとして活躍を続け、大英帝国勲章コマンダー（CBE）を受章するとともに、1986年と1987年の2年連続でイギリスでのその年の優秀なバレエダンサーに与えられる「イブニング・スタンダード・バレエ賞」を獲得した。1995年に現役を退き、英国王立バレエ学校やロイヤル・バレエ団で後進の指導に当たっている。私生活においては、ロイヤル・バレエ団の元同僚ダンサーで11歳年下のガイ・ニブレットとの間に双子の男児を1989年に儲けている。